# Zetela textilis
Zetela textilis är en snäckart som först beskrevs av R. Murdoch och Suter 1906.  Zetela textilis ingår i släktet Zetela och familjen pärlemorsnäckor. Inga underarter finns listade i Catalogue of Life.